# Eleccions generals de Tanzània de 2005
El 14 de desembre de 2005 es van celebrar eleccions generals en Tanzània. Originalment previstes per al 30 d'octubre, les eleccions es van ajornar a causa de la defunció d'un candidat a la vicepresidència. Aquests comicis van ser els tercers des que el país va tornar al govern multipartidista en 1992.
També van ser importants en el sentit que el President en funcions, Benjamin Mkapa, ha complert dos mandats consecutius i, per tant, va dimitir de conformitat amb la Constitució. Les eleccions per a la Presidència de Zanzíbar i la seva Cambra de Representants es van celebrar el 30 d'octubre, com estava previst.

## Resultats

### President
Resultats electorals del 14 de desembre de 2005
| Candidats             | Partits                                           | Vots       | %      |
| Jakaya Mrisho Kikwete | Partit de la Revolució (Chama Cha Mapinduzi)      | 9,123,952  | 80.28  |
| Ibrahim Lipumba       | Front Cívic Unit (Chama Cha Wananchi)             | 1,327,125  | 11.68  |
| Freeman Mbowe         | Partit per a la Democràcia i el Progrés (Chadema) | 668,756    | 5.88   |
| Augustine Mrema       | Partit Laborista de Tanzània                      | 84,901     | 0.75   |
| Sengondo Mvungi       | NCCR–Mageuzi                                      | 55,819     | 0.49   |
| Christopher Mtikila   | Partit Democràtic                                 | 31,083     | 0.27   |
| Emmanuel Makaidi      | Lliga Nacional per a la Democràcia                | 21,574     | 0.19   |
| Anna Senkoro          | Partit Progressista de Tanzània - Maendeleo       | 18,783     | 0.17   |
| Leonard Shayo         | Demokrasia Makini                                 | 17,070     | 0.15   |
| Paul Henry Kyara      | Sauti ya Umma                                     | 16,414     | 0.14   |
| Vots totals           | Vots totals                                       | 11,365,477 | 100.00 |
| Participació          | Participació                                      | 72.4%      |        |

### Assemblea nacional
Resultats electorals del 14 de desembre de 2005
| Vots                                               | %                                                  | Escons directes                                    | Escons addicionals per dones                       | Escons totals                                      |     |
| -------------------------------------------------- | -------------------------------------------------- | -------------------------------------------------- | -------------------------------------------------- | -------------------------------------------------- | --- |
| Partit de la Revolució                             | 7,579,897                                          | 70.0                                               | 206                                                | 58                                                 | 264 |
| Front Cívic Unit                                   | 1,551,243                                          | 14.3                                               | 19                                                 | 11                                                 | 30  |
| Partit per a la Democràcia i el Progrés (Chadema)  | 888,133                                            | 8.2                                                | 5                                                  | 6                                                  | 11  |
| Partit Laborista de Tanzània                       | 297,230                                            | 2.7                                                | 1                                                  | —                                                  | 1   |
| NCCR–Mageuzi                                       | 239,452                                            | 2.2                                                | —                                                  | —                                                  | —   |
| Partit Democràtic del Poble Unit                   | 155,887                                            | 1.4                                                | 1                                                  | —                                                  | 1   |
| Altres                                             | 117,671                                            | 1.2                                                | —                                                  | —                                                  | —   |
| Membres designats pel president de la Unió         | Membres designats pel president de la Unió         | Membres designats pel president de la Unió         | Membres designats pel president de la Unió         | Membres designats pel president de la Unió         | 10  |
| Diputats de la Cambra de Representants de Zanzíbar | Diputats de la Cambra de Representants de Zanzíbar | Diputats de la Cambra de Representants de Zanzíbar | Diputats de la Cambra de Representants de Zanzíbar | Diputats de la Cambra de Representants de Zanzíbar | 5   |
| Membres ex officio                                 | Membres ex officio                                 | Membres ex officio                                 | Membres ex officio                                 | Membres ex officio                                 | 2   |
| Total (participació 72%)                           | 10,829,513                                         | 100.0                                              | 232                                                | 75                                                 | 324 |

### President de Zanzíbar
| Candidat                                    | Partit                                        | Número de Vots | % De Vots |
| ------------------------------------------- | --------------------------------------------- | -------------- | --------- |
| Amani Abeid Karume                          | Partit de la Revolució (CCM)                  | 239,832        | 53.18%    |
| Seif Shariff Hamad                          | Front Cívic Unit (CUF)                        | 207,773        | 46.07%    |
| Haji Mussa Kitole                           | Jahazi Asilia                                 | 2,110          | 0.48%     |
| Abdallah Ali Abdallah                       | Partit Democràtic (DP)                        | 509            | 0.11%     |
| Simai Abdulrahman Abdallah                  | Aliança per a la Reconstrucció Nacional (NRA) | 449            | 0.10%     |
| Mariam Omar                                 | Sauti ya Umma (SAU)                           | 335            | 0.07%     |
| Total de vots                               | Total de vots                                 | 451,008        |           |
| Participació                                | Participació                                  | 90.8%          |           |
| Font: African Elections Database (Zanzíbar) |                                               |                |           |

### Cambra de Representants de Zanzíbar
| Partit                                      | Número de Seients (50) |
| ------------------------------------------- | ---------------------- |
| Partit de la Revolució (CCM)                | 30                     |
| Front Cívic Unit (CUF)                      | 19                     |
| Invalidat                                   | 01                     |
| Font: African Elections Database (Zanzíbar) |                        |